# مشاهده

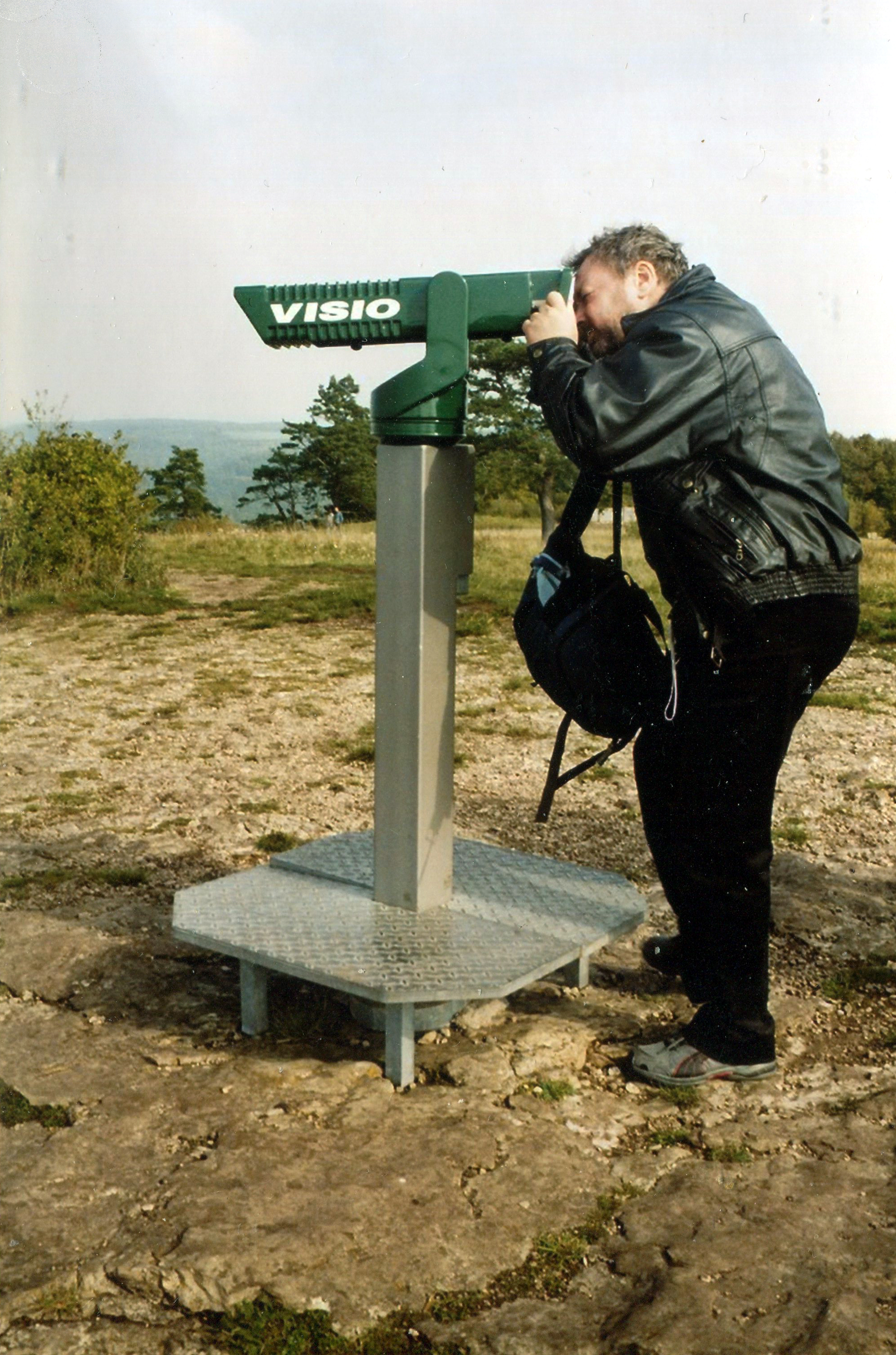
یک پژوهشگر و مشاهده گر در حال کسب اطلاعات

مشاهده به معنای کسب فعال اطلاعات از یک منبع اولیه است.

## مشاهده در علم
در روش علمی، برای فرمول‌بندی و مطرح‌کردن فرضیه‌ها، به مشاهدهٔ طبیعت نیاز است. این روش دارای مراحل زیر است:
- طرح پرسش دربارهٔ یک پدیده‌ٔ طبیعی
- مشاهدهٔ پدیدهٔ مورد نظر
- پیشنهاد یک فرضیه برای توصیف رویداد مورد نظر
- بررسی و پیش‌بینی نتایج منطقی و پرهیزناپذیر فرضیهٔ مطرح‌شده
- آزمایش فرضیه (و نتایج آن)
- رسیدن به یک نتیجهٔ منطقی، براساس نتایج آزمایش[۱][۲][۳]

مشاهده در مراحل دوم و پنجم روش علمی ظاهر شده است. در روش علمی مشاهده‌ها باید تکرارپذیر باشند. به دلیل درونی بودن و کیفی بودن مشاهداتی که توسط حواس انسانی انجام گرفته است، این مشاهدات قابل ذخیره‌سازی و مقایسه نیستند. ایدهٔ اندازه‌گیری برای آسان کردن ارائهٔ نتایج و ثبت داده‌هایی که در طول زمان و مکان‌های گوناگون به وسیلهٔ افراد مختلف انجام گرفته است، گسترش یافته است. اندازه‌گیری به معنای استفاده از مشاهده برای مقایسهٔ شیء مورد اندازه‌گیری با یک استاندارد، یک فرایند نمونه‌ای پیش‌ساخته یا تعریف که می‌تواند میان همه آزمایشگران به اشتراک گذارده شود و نیز شمارش تعداد استانداردهای قابل مقایسه با شیء مورد نظر است. اندازه‌گیری، مشاهده را تبدیل به یک عدد قابل ثبت می‌کند. نتیجهٔ دو مشاهده که منجر به عدد یکسانی می‌شوند در گسترهٔ دقت اندازه‌گیری یکسان هستند.
حواس انسانی محدود هستند و تحت تأثیر خطاهایی نظیر خطای دید قرار می‌گیرند. ابزارهای علمی برای تقویت توان مشاهداتی انسان ایجاد شدند. این ابزارها شامل ترازو، ساعت، تلسکوپ، میکروسکوپ، دماسنج، دوربین و مانند این‌ها می‌شوند. برخی از ابزارها نیز کمک به مشاهده پدیده‌ها و مواردی می‌کنند که به‌طور مستقیم توسط انسان مشاهده‌شدنی نیست. برای نمونه می‌توان به ولت‌سنج، طیف‌سنج، دوربین آنالوگ، اسیلوسکوپ، تداخل‌سنجی و شمارشگر گایگر اشاره کرد.
یکی از مشکلات موجود در زمینه مشاهده در روش علمی، امکان اثرگذاری مشاهده‌گر بر روی مشاهده‌شونده است که منجر به ثبت نتایج متفاوتی با حالت اولیهٔ شیء پیش از مشاهده می‌شود. این پدیده اثر مشاهده‌گر نام دارد. این مسئله در مکانیک کوانتومی یک پدیده ذاتی است و تاکنون بحث‌های بسیاری دربارهٔ آن انجام گرفته است.
اگر فرایند مشاهده را یک فرایند فیزیکی در نظر بگیریم، به دلیل وجود نوعی بزرگ‌نمایی در تمامی مشاهدات، در فرایند مشاهده آنتروپی افزایش می‌یابد و بنابراین از نظر ترمودینامیکی، مشاهده فرایندی برگشت‌ناپذیر خواهد بود.

## پارادوکس‌های مشاهداتی
در برخی زمینه‌های علم برخی عوامل که در شرایط مشاهدات عادی و روزمره اهمیتی ندارند برنتیجه آزمایش اثرگذارند. از این موارد به عنوان پارادوکس یاد می‌شود، چراکه در آن‌ها یک پدیده یکسان از دید دو ناظر مجزا، متفاوت به نظر می‌رسد که با عقل سلیم ناسازگار است.
- فیزیک نسبیتی: جرم، طول، اختلاف زمانی و بسیاری از ویژگی‌های فرایندها یا اجسام از دید ناظرهای در چارچوب‌های مرجع مختلف٬که نسبت به هم در حال حرکت هستند، متفاوت به نظر می‌آید. نسبیت خاص را ببینید.
- مکانیک کوانتوم: اندازه‌گیری تابع موج ذره منجر به فروریزش تابع موج و تغییر حالت ذره می‌شود. در مکانیک کوانتوم، مشاهده یک سامانه کوانتومی بدون تغییر یافتن وضعیت آن غیرممکن است. اندازه‌گیری در مکانیک کوانتومی را ببینید.